# 日本エレクトリック・インスルメント
株式会社日本エレクトリック・インスルメント（にっぽんエレクトリックインスルメント、略称：NEI、英: NIPPON ELECTRIC INSTRUMENT, INC.）は、かつて気象観測機器・システムを開発・製造する日本の企業であった。
2019年8月1日に株式会社小笠原計器製作所を吸収合併し、ANEOS株式会社になった（小笠原計器製作所は倒産した）。

## 概要
主に気象庁、防衛庁、国土交通省、農林水産省など官公庁、各種研究機関、消防本部、学校、環境・防災行政機関など各地方自治体、国公立・私立大学および研究機関、道路公団、水資源開発公団、電力会社各社、電機・通信機メーカー各社、船舶造船所、その他企業向けの製品を製造する。